# Fumay
Fumay (en wallon : Fumwè) est une commune française, située dans le département des Ardennes en région Grand Est. Fumay est parfois nommée « la cité de l'ardoise » en référence au matériau qui fit sa prospérité au XIXe siècle.

## Géographie

### Localisation

Plan sommaire de Fumay.

Commune des Ardennes frontalière de la Belgique, Fumay se situe à 30 km au nord de Charleville-Mézières dans la pointe de Givet (que les géographes désignent également sous le terme de « doigt de Givet »).
Ville frontalière de la Belgique, le ruisseau de l'Alyse qui se jette dans la Meuse en aval de la commune est un des points de repère qui séparent les deux pays.
Le territoire communal, d'une superficie de 3 756 hectares, se compose essentiellement d'espaces boisés. Si la forêt domine dans le paysage, c'est principalement une ressource de son sous-sol qui fit la renommée de la ville : le schiste ardoisier. De qualité exceptionnelle, il fut exploité jusqu'au début des années 1970.
La partie la plus ancienne de la ville s'est développée dans un méandre de la Meuse extrêmement resserré, dessinant une véritable presqu'île, les quartiers les plus récents se développant sur ses pourtours. Fumay semble chapeautée par son église. On prétend que l'exploitation de l'ardoise a peu à peu fait s'affaisser l'ensemble de la commune, mais que personne n'osa jamais creuser sous l'église, ce qui fait qu'elle domine aujourd'hui.

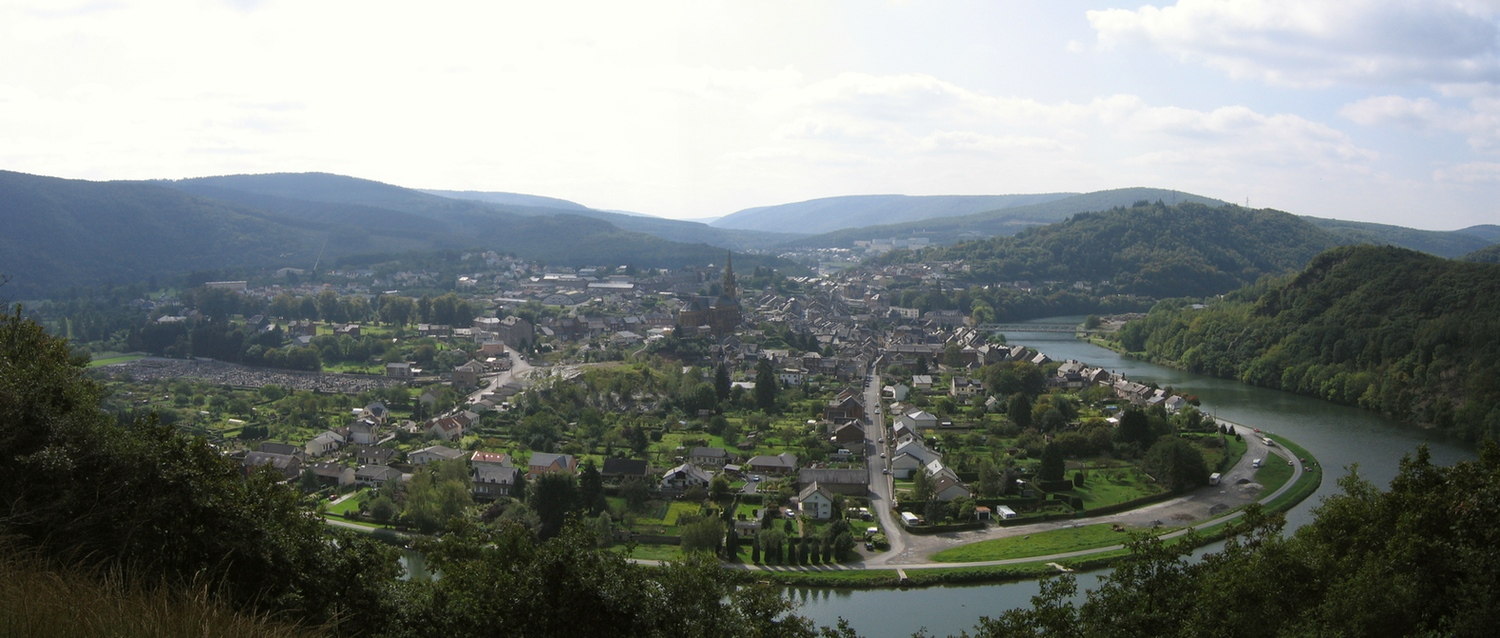
Fumay, depuis le point de vue de la Platale.

Cet encaissement de la Meuse dans le massif de l'Ardenne renforce l'impression de confinement et d'isolement, caractérisant la valleye. On peut y flâner le long de la Meuse, en partant du port fluvial, en poursuivant par le traditionnel chemin de halage, et en remontant vers la place du Baty où l'on se reposera à l'ombre des tilleuls. Le long de cette promenade on remarquera les immenses buttes de déchets d'ardoises les fouégés que les scailleteux ont laissés là lors de l'exploitation des ardoisières.

### Hydrographie
La commune est dans le bassin versant de la Meuse au sein du bassin Rhin-Meuse. Elle est drainée par la Meuse, le canal de l'Est Branche-Nord, le ruisseau des Manises, le ruisseau d'Alyse, le ruisseau de Faliere, le ruisseau du Chat, le ruisseau de la Folie, le ruisseau du Poteau, le ruisseau Chevalyse et le ruisseau des Censes,.
La Meuse, d'une longueur de 486 km dans sa partie française, est un fleuve européen qui prend sa source en France, dans la commune du Châtelet-sur-Meuse, à 409 mètres d'altitude, et se jette dans la mer du Nord après un cours long d'approximativement 950 kilomètres traversant la France, la Belgique et les Pays-Bas. Elle s'écoule du sud vers le nord en longeant la commune sur son flanc sud-est puis la traversant, sur une longueur d'environ 10 km.
Le canal de l'Est Branche-Nord, d'une longueur de 141 km, est un chenal et un cours d'eau naturel navigable qui relie Givet à Troussey, où il rejoint le canal de la Marne au Rhin. Il se superpose, dans la commune, à la Meusesur une longueur d'environ 1 km.

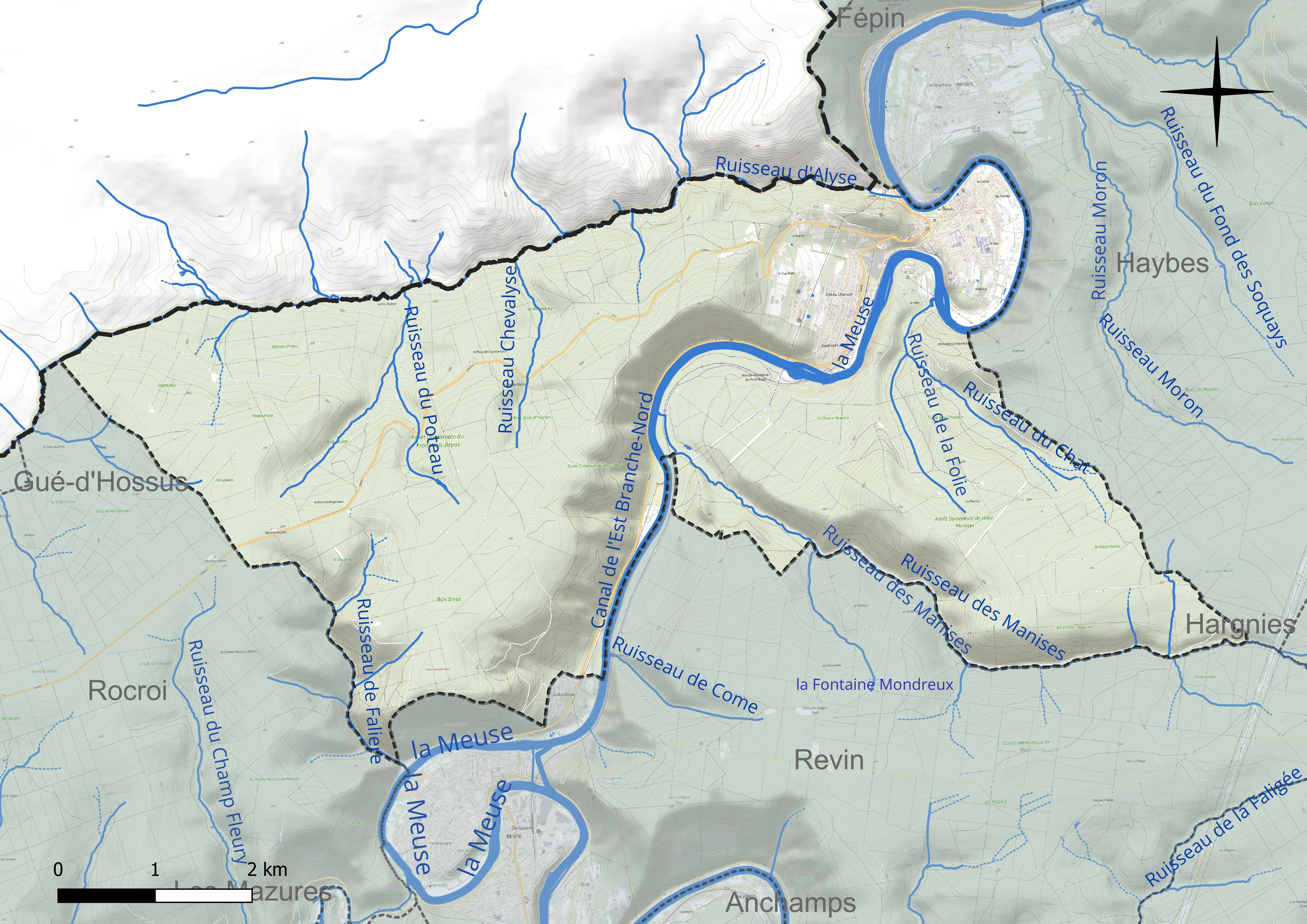
Réseau hydrographique de Fumay.

### Climat
Pour des articles plus généraux, voir Climat du Grand Est et Climat des Ardennes.
En 2010, le climat de la commune est de type climat de montagne, selon une étude du Centre national de la recherche scientifique s'appuyant sur une série de données couvrant la période 1971-2000. En 2020, Météo-France publie une typologie des climats de la France métropolitaine dans laquelle la commune est exposée à un climat océanique altéré et est dans la région climatique Lorraine, plateau de Langres, Morvan, caractérisée par un hiver rude (1,5 °C), des vents modérés et des brouillards fréquents en automne et hiver.
Pour la période 1971-2000, la température annuelle moyenne est de 10,7 °C, avec une amplitude thermique annuelle de 15,9 °C. Le cumul annuel moyen de précipitations est de 952 mm, avec 13,9 jours de précipitations en janvier et 9,4 jours en juillet. Pour la période 1991-2020, la température moyenne annuelle observée sur la station météorologique de Météo-France la plus proche, « Rocroi », sur la commune de Rocroi à 15 km à vol d'oiseau, est de 9,5 °C et le cumul annuel moyen de précipitations est de 1 210,4 mm. 
La température maximale relevée sur cette station est de 37,6 °C, atteinte le 25 juillet 2019 ; la température minimale est de −14,7 °C, atteinte le 4 février 2012,,.
Les paramètres climatiques de la commune ont été estimés pour le milieu du siècle (2041-2070) selon différents scénarios d'émission de gaz à effet de serre à partir des nouvelles projections climatiques de référence DRIAS-2020. Ils sont consultables sur un site dédié publié par Météo-France en novembre 2022.

## Urbanisme

### Typologie
Au 1er janvier 2024, Fumay est catégorisée bourg rural, selon la nouvelle grille communale de densité à 7 niveaux définie par l'Insee en 2022.
Elle appartient à l'unité urbaine de Fumay, une agglomération intra-départementale dont elle est ville-centre,. Par ailleurs la commune fait partie de l'aire d'attraction de Fumay, dont elle est la commune-centre,. Cette aire, qui regroupe 4 communes, est catégorisée dans les aires de moins de 50 000 habitants,.

### Occupation des sols
L'occupation des sols de la commune, telle qu'elle ressort de la base de données européenne d’occupation biophysique des sols Corine Land Cover (CLC), est marquée par l'importance des forêts et milieux semi-naturels (90,7 % en 2018), en diminution par rapport à 1990 (91,6 %). La répartition détaillée en 2018 est la suivante : 
forêts (83,5 %), milieux à végétation arbustive et/ou herbacée (7,2 %), zones urbanisées (3,9 %), eaux continentales (2,7 %), zones agricoles hétérogènes (1,2 %), zones industrielles ou commerciales et réseaux de communication (0,9 %), prairies (0,7 %). L'évolution de l’occupation des sols de la commune et de ses infrastructures peut être observée sur les différentes représentations cartographiques du territoire : la carte de Cassini (XVIIIe siècle), la carte d'état-major (1820-1866) et les cartes ou photos aériennes de l'IGN pour la période actuelle (1950 à aujourd'hui).

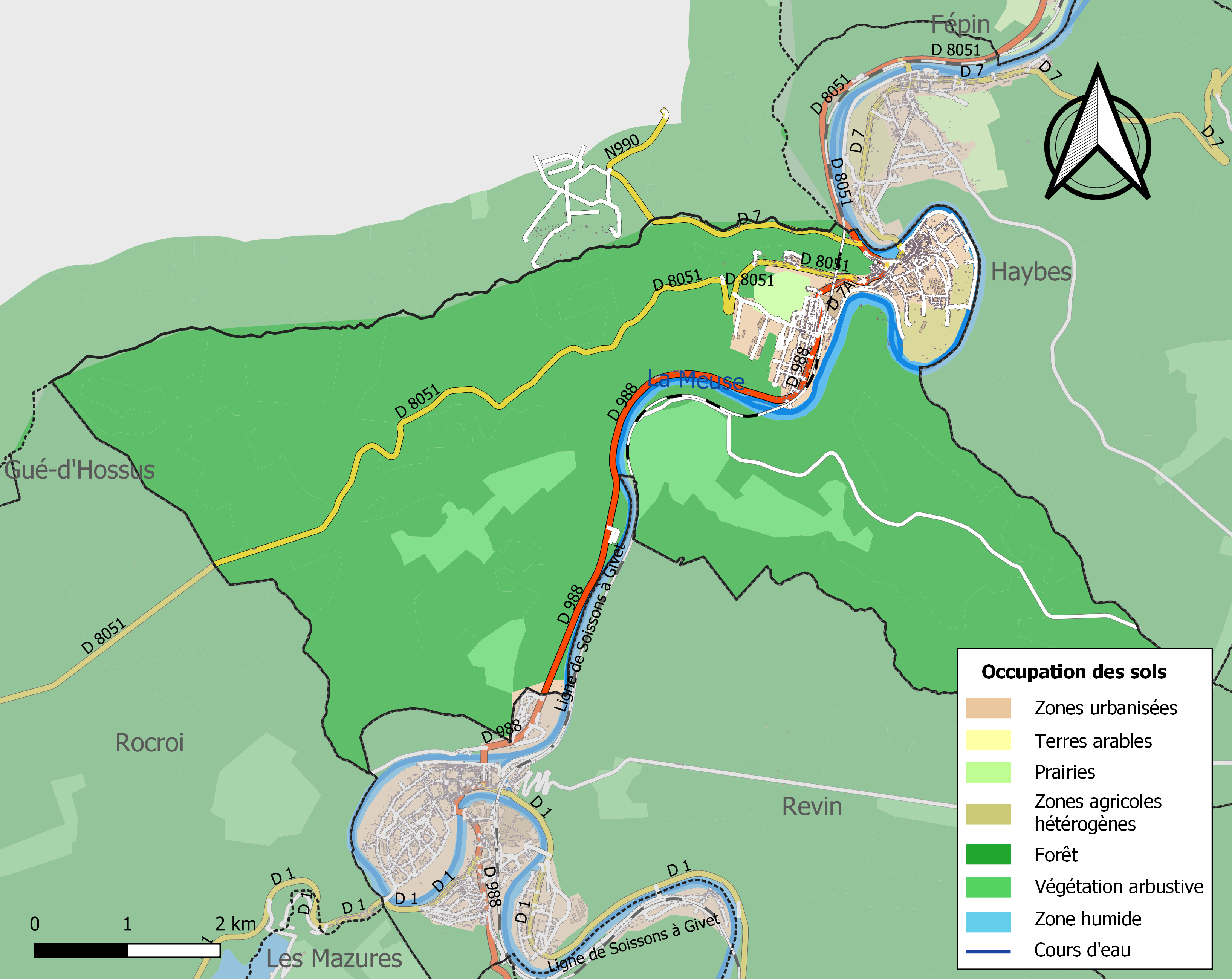
Carte des infrastructures et de l'occupation des sols de la commune en 2018 (CLC).

## Toponymie
Nom d'un homme Germanique Filiman suivi de la finale -ay.

Fimai et Fimahin (vers 1100), Fiman (1178), Fimania (1182), Fimain (1216), Fyma (1222).

## Histoire

### Histoire politique

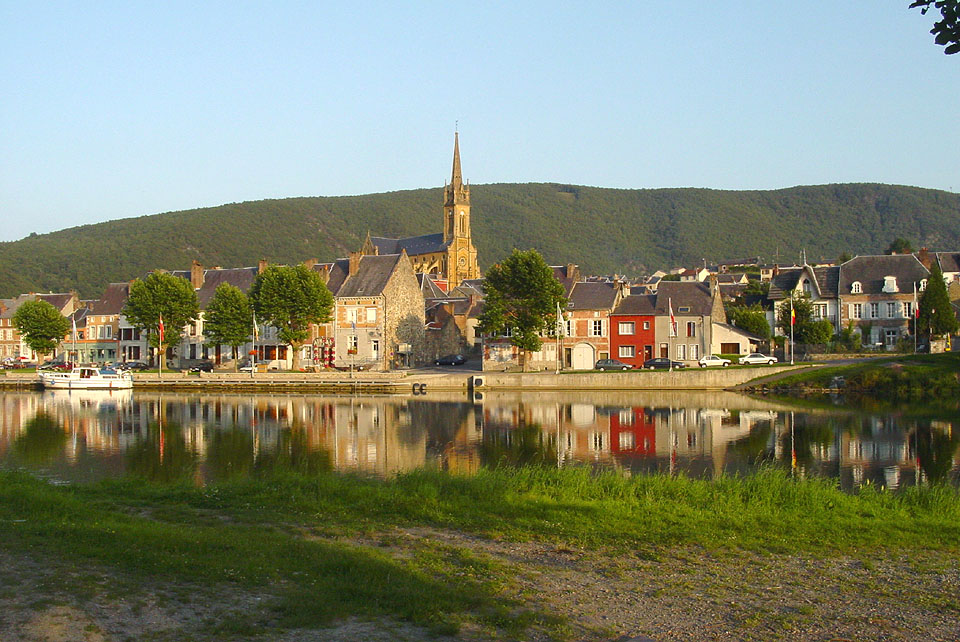
Vue depuis Haybes.

On raconte que saint Materne, un moine évangélisateur établit au VIe siècle, à l'emplacement d'un site romain situé à proximité de l'Alyse, une chapelle qu'il dédia à la Vierge, appelée localement sous le vocable de Notre-Dame de Divers-Monts. On raconte aussi qu'il l'aurait érigé après avoir tué, dit-on, « le fameux serpent qui terrorisait les bois de Fumay ». Les premiers habitants se seraient ensuite installés autour de cet édifice, desservi par les moines de la collégiale de Molhain.
En 762, Pépin le Bref  cède les terres qui correspondent aujourd’hui aux communes de Revin, Fumay et Fépin à l’abbaye de Prüm (ville de l’actuel land allemand de la Rhénanie-Palatinat), lesquelles acquièrent alors le statut particulier de terre franche. Le seigneur abbé, pour le représenter sur ses terres, mais aussi pour les protéger, désigne un avoué dont le rôle gagne en importance au détriment de l'abbaye. En 1222, la signature d'un texte, dit « charte de Fumay », précise les droits et obligations de chaque partie. Mais, en 1288, l'abbaye perd toute prérogative sur la désignation de son avoué, quand celui-ci vend sa charge d'avouerie à Jean II d'Avesnes, prince du Hainaut.
En 1433, Jacqueline de Bavière, dernière héritière directe de Jean II d'Avesnes, se voit dans l'obligation de céder ses terres, dont la charge d'avouerie de Revin, Fumay et Fépin à son cousin germain, Philippe le Bon, duc de Bourgogne. Il revendra cette dernière en 1453 à Antoine de Croÿ, comte de Porcien et seigneur de Renty. À sa mort, l'avouerie est transmise à son fils Philippe puis Philippe II, prince de Chimay que Charles Quint élève, pour services rendus, au titre de duc d'Arschott. En 1610, la charge est vendue aux Aremberg, princes de Chimay puis, en 1689, à Jacques Théodore, comte de Bryas, archevêque de Cambrai.
Si Fumay est une terre franche, son administration la place dans la zone d'influence des Pays-Bas. Sa situation géographique, aux « Limites » du royaume de France et sur le cours de la Meuse, fait que le bourg acquiert une importance stratégique, tant sur le plan militaire qu'économique. Aussi, royaume de France et Pays-Bas s'en disputent la propriété, remettant en cause ce statut accordé par Pépin le Bref, durant près de deux siècles. Cette situation de tension ne prendra fin qu'en 1769 avec la signature du traité des Limites rattachant, notamment, Fumay au royaume de France.
Lors de l'occupation allemande de la Première Guerre mondiale, elle fut rattachée administrativement, ainsi que Givet, à la Belgique à partir de 1915 avec sa scierie qui possédait une gare.

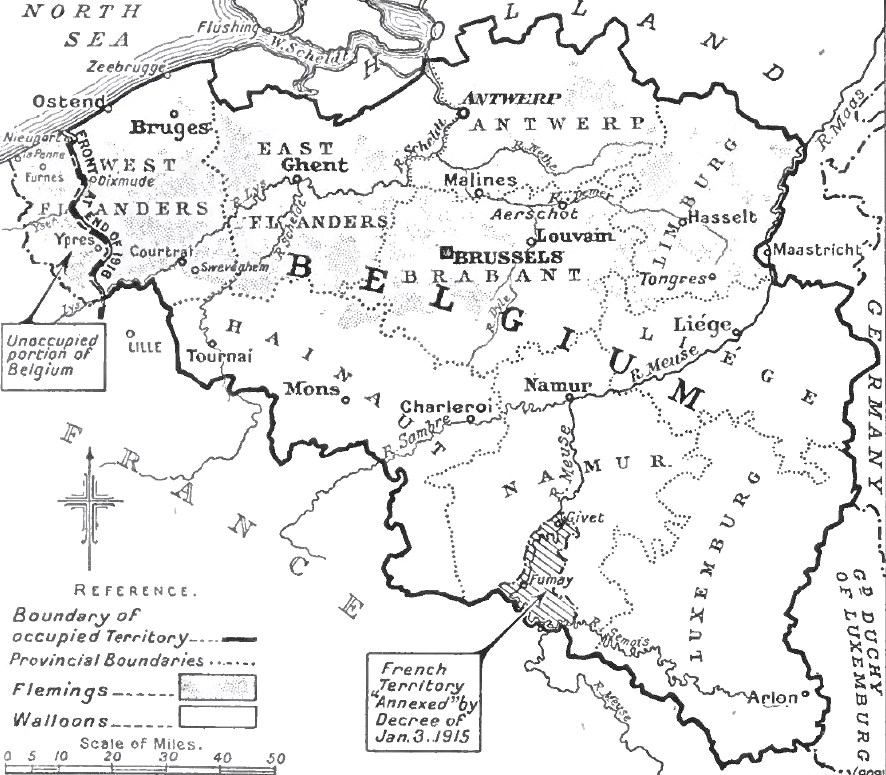
Carte de la Belgique occupée.

### Histoire économique

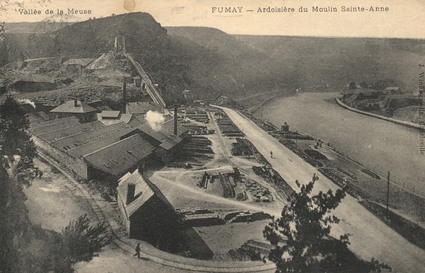
Vue panoramique de l'ancienne ardoisière Sainte-Anne, vers 1900.

#### Un bourg marqué par l'extraction de l'ardoise
Les traces écrites les plus anciennes montrant qu'on extrait de l'ardoise à Fumay datent du XIIe siècle. Elles émanent de communautés religieuses demandant, à l'abbé de Prüm, l'autorisation d'extraire le schiste ardoisier pour couvrir leurs bâtiments. Tout au long du Moyen Âge, l'essor des communautés religieuses favorise la diffusion du matériau et structure les premiers réseaux économiques qui s'organisent en direction des Pays-Bas. Leur influence diminue au profit des négociants au XVe siècle, négociants originaires de villes comme Dinant, Namur, Liège. Cet essor de l'activité et du nombre conduit les ardoisiers fumaciens à fonder, en 1466, une corporation pour défendre leurs droits et, notamment, restreindre l'accès à des ouvriers étrangers. C'est la corporation des Mineurs Escailleurs qu'ils placent sous la protection de Notre-Dame de Divers Monts. L'activité connaît un tassement au milieu du XVIIIe siècle, lequel s'accompagne de la disparition de plusieurs exploitations, les plus modestes. Trois restent actives : Sainte-Anne, Saint-Joseph, les Trépassés. Les deux dernières ferment vers 1790, Sainte-Anne restant la seule exploitation en activité quasi-régulière jusqu'aux alentours de 1835 où le contexte économique permet l'essor de nouvelles sociétés.

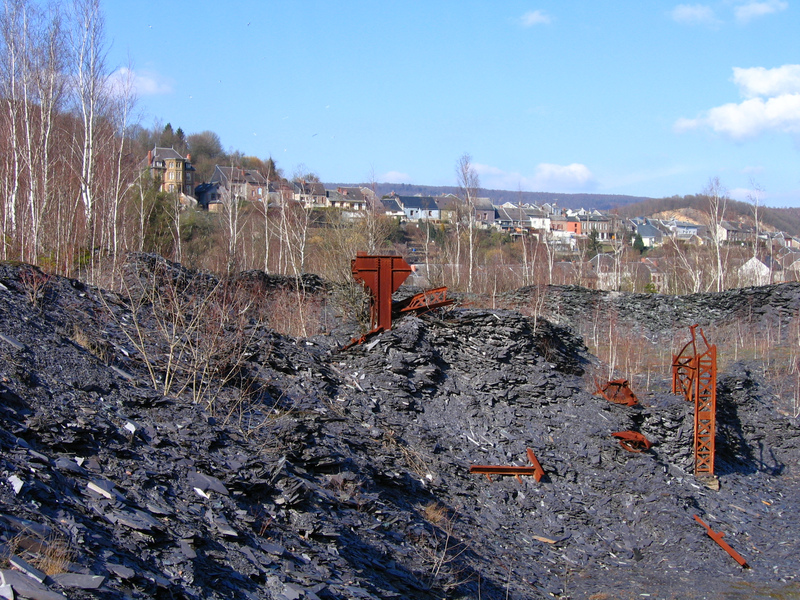
Ancienne ardoisière de Saint-Joseph.

La fin du XIXe siècle est marquée par le ralentissement de la demande sur le marché français, laquelle se traduit par une baisse de la production et la réduction des effectifs. En 1886, les ardoisiers conduisent une grève d'une durée de 69 jours. Toute l'activité s'arrête durant la Grande Guerre. Après le conflit, la reconstruction, qui demande bras et matériaux, masque le problème récurrent du tassement de la demande en ardoise, lequel ressurgit dès 1924.
L'ouverture d'un marché en direction de l'Angleterre permet l'écoulement d'une partie de la production, mais pas en quantités suffisantes. Aussi, la fermeture de ce marché en septembre 1931 provoque l'arrêt de toute activité dans le bassin ardoisier de Fumay et Haybes. En 1937, 200 personnes, contre 860 dix ans plus tôt, travaillent encore dans les deux seules ardoisières en activité : Saint-Joseph et La Renaissance.
Malgré un sursaut après 1945, la production décroît après 1955, malgré un effort de diversification. La société des ardoisières de Rimogne, dans une volonté de concentration, se porte acquéreur des sites fumaciens en 1965, fusion qui repousse l'inévitable de quelques années : l'extraction cesse en 1971.
Citons, pêle-mêle, les ardoisières rencontrées sur le bassin de Fumay : Bacara, Belle Montagne, Bourache Malcotte, Chenay, Curé, Fontaines, Floris, Frechy, Gaye, Grand Tranchy, Gros Chène, Jaffe, Jeannette, Pierre le Maule, Malcontaine, Meuse, Mondé, Moulin Sainte-Anne, Montauban, Monteil, Munoye, Padoue, Petit-Tranchy, Grand Tranchy, Prévôt, Raguet, Renaissance, Rochettes, Thérèse Gillet, Français, Peureux, Trépassés, Sainte Désirée, Saint-Georges, Saint-Gilbert, Saint-Jean, Saint-Joseph, Saint-Pierre des Lions, Saint-Roch, Sainte-Marie, Sainte-Sésirée.

#### Un bourg lié à la métallurgie

##### Le pôle majeur du Pied Selle

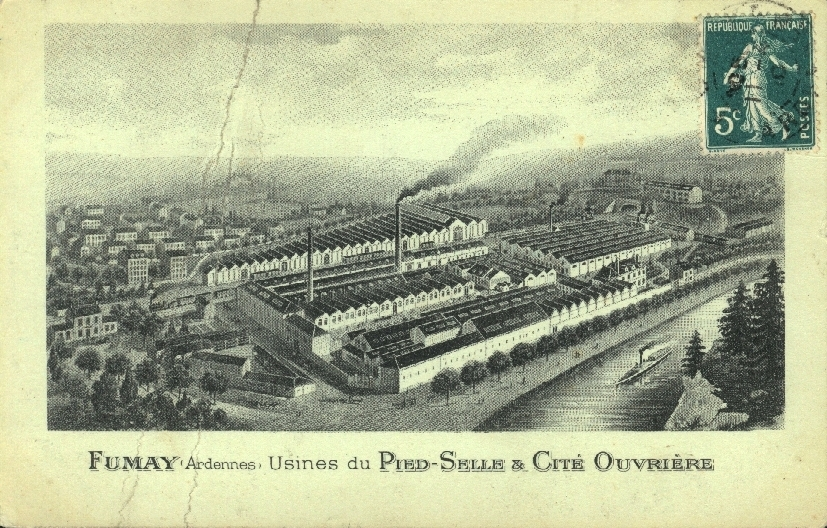
Vue panoramique du Pied Selle, carte postale vers 1910.

En 1777, Jacques François Ancienne, maître de forge, se rend acquéreur du domaine du Pied Selle, lequel doit son nom à l'existence d'un gué, et y développe son activité, auquel succède Eugène Mathys en 1815. Celui-ci transforme l'activité économique du site en fondant, en 1826, une fabrique de verre à vitre, opérationnelle en 1831. Son gérant, Louis-Antoine Péchenard, devenu propriétaire en 1838, fonde un atelier d'ustensiles de cuisine en fer étamé en 1841 et abandonne la verrerie en 1848. Le site connaît une nouvelle impulsion après 1855 avec la constitution d'une nouvelle société et l'association de nouveaux partenaires, dont Eugène Boucher. L'effectif de la société est multiplié par neuf entre 1848 et 1885, passant de 70 à 650 personnes. En 1893, l'usine devient une société anonyme sous le nom des « Établissements du Pied Selle ». Elle est alors spécialisée dans la fabrication de cuisinières et d'appareils de chauffage. En 1923, la société est rachetée par le groupe Thomson.
L'usine de Fumay emploie jusque 1 500 personnes dans les années 1950 où d'importants travaux de modernisation et d'agrandissements sont menés. Toutefois, la crise de l'électroménager dans les années 1960 conduit le conseil d'administration, après une diversification de la production, à décider la reconversion totale du site. En s'appuyant sur certains savoir-faire en émaillerie et fonderie, le transfert d'une unité extérieure, l'usine de Fumay devient, en 1971, une câblerie. Cette transformation s'accompagne de la disparition de 500 emplois. L'usine, qui appartient au groupe Nexans, a son nombre de salariés qui passe à la mi-février 2010, de 257 à 205.

##### Les autres sites fumaciens
Au Potay, Jacques Lenoir et son épouse Clara Patez fondent, en 1846, un atelier de forge. Celui-ci devient rapidement la fonderie « Lenoir et Patez ». En 1893, Joseph Bidez et Chrétien Haller font l'acquisition de la société. L'entreprise prend le nom d'établissements Bidez Haller & Chatillon avec l'acquisition, en 1937, d'une nouvelle unité à Châtillon sur Seine (Côte d’or). L'usine, au début des années 1980, est frappée de plein fouet par la crise de l'industrie sidérurgique. Début 1983 interviennent les premiers licenciements après un an de chômage partiel. La société ferme définitivement ses portes en 1994 et une grande partie des bâtiments sont détruits. Fumay a compté d'autres établissements métallurgiques comme la Fonderie François, établie sur la route de Rocroi, la fonderie ardennaise, le Tonkin. Dans les années 1960, Victor Godart fonde un  atelier de réparation que son fils transforme en atelier de mécanique générale. Celui-ci, après un contrat avec Renault devient un sous-traitant pour l'industrie automobile spécialisé dans la fabrication des composants permettant la circulation des fluides.

## Politique et administration

### Tendances politiques et résultats
Après ce 2e tour de la présidentielle à Fumay, Emmanuel Macron (En Marche!) est en tête du scrutin, crédité de 54,76 % des suffrages. Il devance Marine Le Pen (FN) qui obtient 45,24 % des suffrages exprimés.
Parmi les votants, 5,29 % ont glissé un bulletin blanc dans l'urne, tandis que l'on décompte 2,25 % de votes nuls.

### Liste des maires
Fumay est chef-lieu de canton. Celui-ci comprend les communes de Fumay, Haybes, Fépin, Hargnies, Montigny-sur-Meuse. Au niveau intercommunal, Fumay est membre de la communauté de communes Ardennes Rives de Meuse.
Fumay a adhéré à la charte du parc naturel régional des Ardennes, à sa création en décembre 2011.

## Population et société

### Démographie
L'évolution du nombre d'habitants est connue à travers les recensements de la population effectués dans la commune depuis 1793. Pour les communes de moins de 10 000 habitants, une enquête de recensement portant sur toute la population est réalisée tous les cinq ans, les populations de référence des années intermédiaires étant quant à elles estimées par interpolation ou extrapolation. Pour la commune, le premier recensement exhaustif entrant dans le cadre du nouveau dispositif a été réalisé en 2005.

En 2022, la commune comptait 3 118 habitants, en évolution de −10,3 % par rapport à 2016 (Ardennes : −2,97 %, France hors Mayotte : +2,11 %).
| 1793  | 1800  | 1806  | 1821  | 1831  | 1836  | 1841  | 1846  | 1851  |
| ----- | ----- | ----- | ----- | ----- | ----- | ----- | ----- | ----- |
| 1 815 | 1 740 | 1 950 | 2 213 | 2 421 | 2 654 | 2 903 | 3 390 | 3 447 |

| 1866  | 1872  | 1876  | 1881  | 1886  | 1891  | 1896  | 1901  | 1906  |
| ----- | ----- | ----- | ----- | ----- | ----- | ----- | ----- | ----- |
| 4 699 | 4 565 | 4 857 | 5 231 | 5 176 | 5 065 | 5 281 | 5 668 | 5 836 |

| 1911  | 1921  | 1926  | 1931  | 1936  | 1946  | 1954  | 1962  | 1968  |
| ----- | ----- | ----- | ----- | ----- | ----- | ----- | ----- | ----- |
| 5 790 | 4 789 | 5 339 | 5 376 | 4 940 | 4 013 | 4 837 | 6 185 | 6 426 |

| 1975  | 1982  | 1990  | 1999  | 2005  | 2006  | 2010  | 2015  | 2020  |
| ----- | ----- | ----- | ----- | ----- | ----- | ----- | ----- | ----- |
| 6 147 | 5 782 | 5 363 | 4 667 | 4 060 | 3 997 | 3 697 | 3 464 | 3 181 |

| 2022  | - | - | - | - | - | - | - | - |
| ----- | - | - | - | - | - | - | - | - |
| 3 118 | - | - | - | - | - | - | - | - |

## Économie
L'activité économique de la ville a longtemps reposé sur l'exploitation des ardoisières, depuis le Moyen Âge, et sur la métallurgie. Ces deux types d'activité ont cessé au XXe siècle.
La ville abrite une usine du groupe Nexans.

### Commerces
Fumay, en 2012, dispose de 11 types de commerce ouverts sur la commune.

### Industrie
Le jeune constructeur automobile Lesage Motors vient d’ouvrir à Fumay une nouvelle usine destinée à la fabrication des châssis pour ses voitures.

## Vie locale

### Enseignement
La commune de Fumay dépend de l'académie de Reims (rectorat de Reims) et les écoles primaires de la commune dépendent de l'inspection académique des Ardennes.
Pour le calendrier des vacances scolaires, Fumay est en zone B.
Sur la commune de Fumay, 4 établissements scolaires sont ouverts : 3 écoles et 1 collège.

### Marchés
Le marché de Fumay est organisé tous les mercredis matin à la place Hameide.

## Culture locale et patrimoine

### Lieux et monuments

#### Les points de vue et sites naturels
- la roche de l'Uf ;
- le Risque-Tout ;
- le point de vue dit du Relais ;
- la Madule.

D'autres endroits à voir :
- les chemins de halage ;

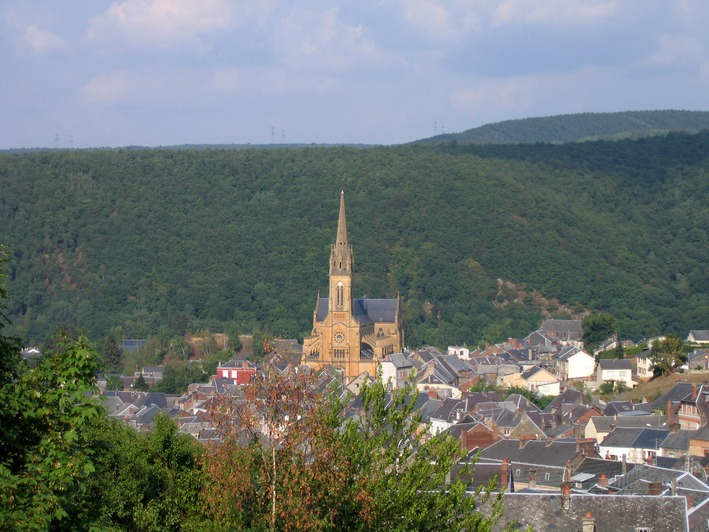
Le centre ancien et l'église Saint-Georges.

- la place du Baty : place bordée de tilleuls menant à une chapelle dédiée à saint Roch. Ces arbres furent plantés en 1738 (les arbres ont été coupés en 2012)  par un moine d'un couvent de jéroministes, situé en arrière de l'actuelle chapelle de Notre-Dame-de-Divers-Monts ;
- le port fluvial ;
- la folie : ce lieu-dit se situe en rive droite du fleuve, face à la roche de l'Uf. C'est sur ce site que se trouve l'ardoisière Saint-Joseph, dernière exploitation à avoir fermé en 1971.

#### Édifices et monuments

##### Patrimoine religieux
L'église paroissiale

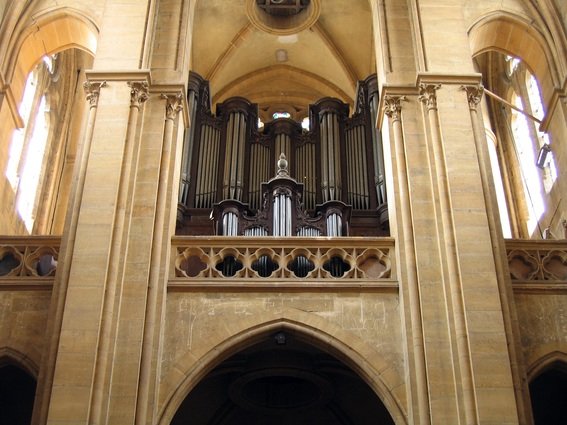
Le buffet d'orgue provenant de l'ancienne église.

L'église est placée sous le patronage de saint Georges. Elle a été construite d'après les plans de Jean-Baptiste Couty, architecte originaire de Sedan. Ce dernier a dessiné et suivi une trentaine de constructions d'églises sur le département des Ardennes, dont les plus importantes sont l'Église Notre-Dame-de-Bon-Secours de Neuvizy et celle de Douzy, au style proche et construit avant l'édifice fumacien. L'origine du projet de construction remonte à 1862 quand les membres du Conseil de Fabrique s'alarmèrent auprès du préfet de la vétusté de l'église, laquelle devenait trop petite pour accueillir l'ensemble des paroissiens. Au premier projet, correspondant à un agrandissement, succéda la reconstruction totale de l'édifice. Les travaux, commencés en 1872, s'achevèrent en 1876.
L'édifice, de style néogothique, est appareillé en calcaire de Dom, lequel recouvre un gros-œuvre en quartzite. la majorité des vitraux qui ornent les différentes baies proviennent des nombreuses confréries que comptait la commune, faisant de cette église l'une des plus dotées en ce domaine du département. D'autres vitraux, comme les rosaces du transept représentant l'Éducation de la Vierge et Sainte-Barbe, proviennent de sociétés ardoisières.
Une partie du mobilier de l'ancien édifice  y a également été réinstallé. On peut y voir notamment un confessionnal réalisé au début du XIXe siècle, le buffet d'orgues, réalisé en 1780, ainsi qu'une série de bancs, relativement bien conservés.
L'église de Fumay possède un carillon remarquable, avec des sonneries très élaborées : non seulement elles varient suivant les quarts d'heure mais la mélodie est différente suivant les périodes religieuses (Noël, Pâques, etc.). Enfin jusqu'à une période récente une sonnerie particulière résonnait à l'occasion des mariages et, pour les baptêmes, la mélodie variait selon qu'on baptisait une fille ou un garçon (une des mélodies était Fanfan la Tulipe).

Ce carillon remonte au-delà du début du XIXe siècle. En effet, dans son récit Le Rhin, Victor Hugo écrit : 

« … La voiture était repartie, mes deux voisins causaient encore. Je faisais beaucoup d'efforts pour ne pas entendre leur conversation, et je tâchais d'écouter le grelot des chevaux, le bruit des roues sur le pavé et les moyeux sur les essieux, le grincement des écrous et des vis, le frémissement sonore des vitres, lorsque tout à coup un ravissant carillon est venu à mon secours, un carillon fin, léger, cristallin, fantastique, aérien, qui a éclaté brusquement dans cette nuit noire, nous annonçant la Belgique, cette terre des étincelantes sonneries, et prodiguant sans fin son babillage moqueur, ironique et spirituel, comme s'il reprochait à mes deux lourds voisins leur stupide bavardage.
Ce carillon, qui m'eût réveillé, les a endormis. Je présume que nous devions être à Fumay, mais la nuit était trop obscure pour rien distinguer. »

Les chapelles

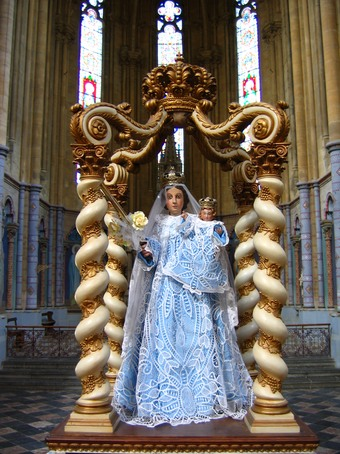
Notre Dame de Divers-Monts sur son dais de procession.

- La chapelle de Notre-Dame de Divers Monts, située à l'écart de la ville, est de loin un des sites les plus symboliques de la ville, car supposée comme correspondant au premier bassin de vie après son érection, supposée, par saint Materne au VIIIe siècle. Derrière la chapelle, une communauté de jéroministes s'installa en 1610. Le site fut vendu à la Révolution et les édifices démantelés. La chapelle fut reconstruite en 1802 par des ardoisiers.

Chaque année, à la Pentecôte, une procession conduit Notre Dame à l'église paroissiale où elle reste jusqu'au 15 août. Celle-ci est connue depuis les XVe siècle et ce sont les ardoisiers qui, en habits de travail, conduisaient la Vierge, suivis par la population. Sur le parcours, plusieurs stations permettaient aux gens de se recueillir avant la messe donnée en l'église paroissiale. Ce pèlerinage a connu, après la Première Guerre mondiale, un regain de fréquentation, Notre-Dame de Diversmonts ayant, selon la croyance locale, protégé Fumay des exactions que l'armée allemande a perpétrées au mois d'août 1914 : le dernier massacre de civils et destruction de village étant ceux de Haybes.
- La chapelle Saint-Roch se situe à l'extrémité de la place du Baty. Elle fut construite en 1662 à la suite du vœu émis par le bourgmestre de construire une chapelle en l'honneur de saint Roch si la ville était épargnée par les épidémies. L'autel, daté du XVIIIe siècle proviendrait, d'après la tradition orale, de l'ancienne église de la communauté des carmélites, détruite à la Révolution. Sur la porte, on peut remarquer un clou marqué d'une croix que les jeunes filles, cherchant un mari, venaient baiser, ou bien les personnes devant accomplir un voyage et cherchant la protection de saint Roch. On raconte aussi que, derrière la chapelle, se serait trouvé un cimetière de pestiférés.
- La chapelle Sainte-Barbe fut construite au début du XIXe siècle à proximité de l'ardoisière des Trépassés. Sa construction date de 1821. Elle fut construite par des ardoisiers pour conjurer le sort devant le manque de travail. Sainte-Barbe est fêtée le 4 décembre.
- Chapelle Sainte-Thérèse de la cité du Charnois.

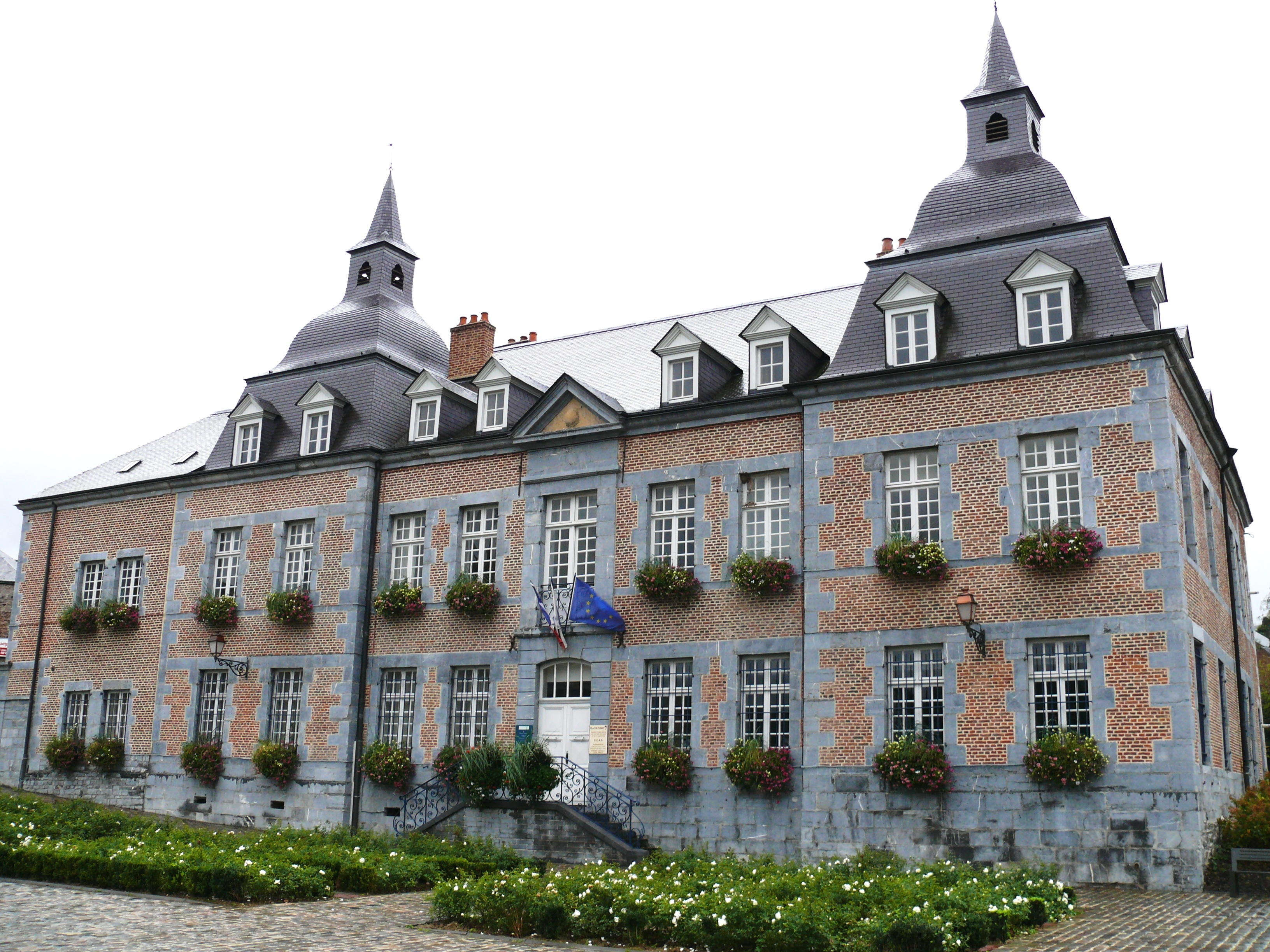
Château des comtes de Bryas.

##### Édifices civils
- Le château des comtes de Bryas est construit par les comtes de Bryas, seigneurs de Fumay, vers 1700. Il est ensuite vendu en 1815 à un entrepreneur local qui y installe une fabrique de céruse. Vente en 1835 à la Société ardoisière du Moulin Sainte-Anne qui en fait son siège. Le reste jusqu'à la vente complète des biens de la société en 1946. Propriété de la ville de Fumay depuis 1952. Inscrit à l'Inventaire supplémentaire des Monuments historiques en 1972[42].

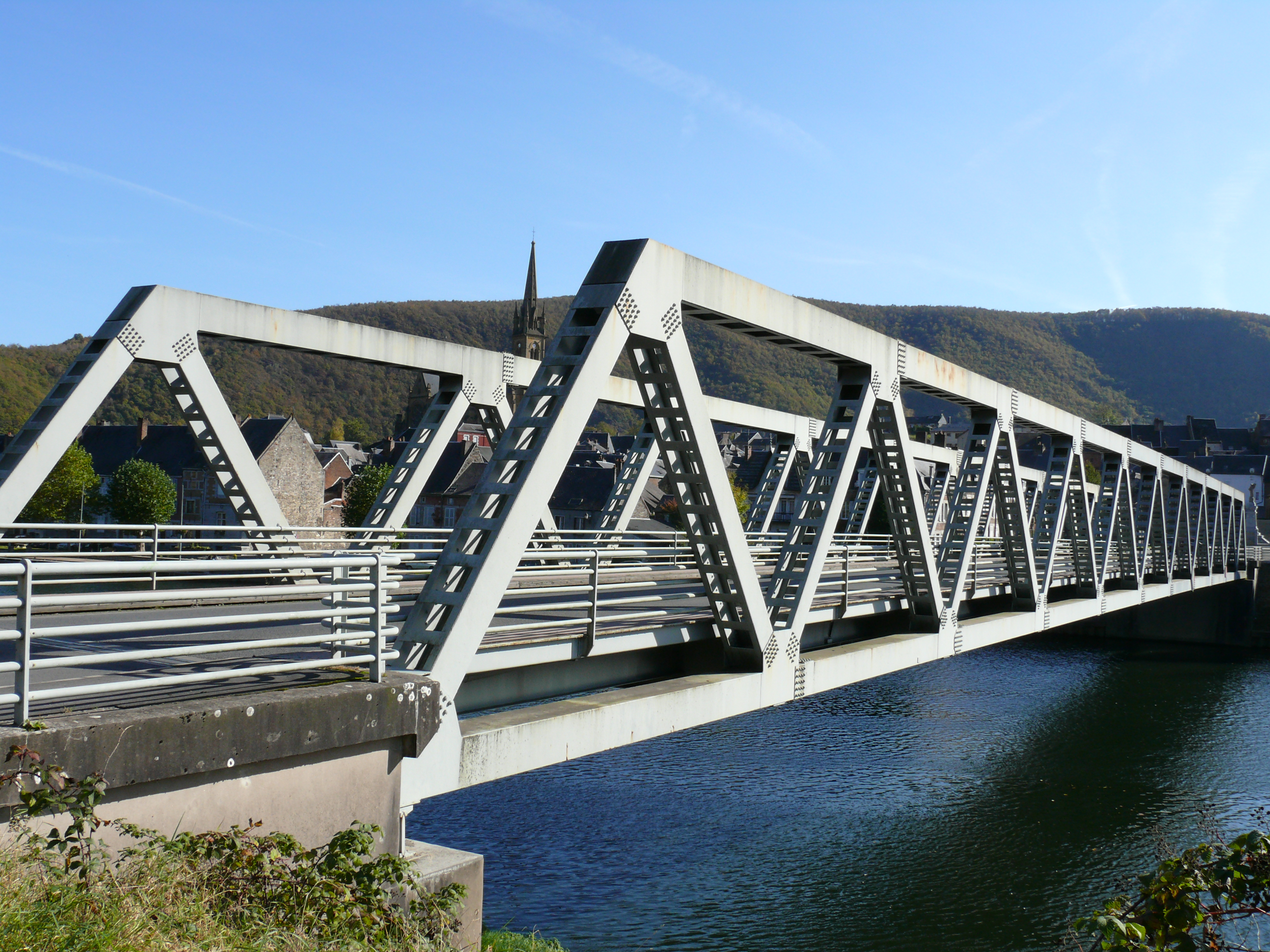
Pont de Fumay.

- Pont de Fumay , construit en 1966 sur la Meuse, construit par la société Baudin-Châteauneuf[43]. Il est labéllisé Architecture contemporaine remarquable depuis les années 2000.

#### Les bâtiments sportifs
De nouveaux bâtiments viennent de se terminer au Bois du Han, dont une grande salle de gymnastique, une salle de judo, une salle de tennis, un skate-park et un boarder cross. Ces nouveaux bâtiments viennent s'ajouter à de nombreuses autres installations comme la piscine… Les bâtiments permettent de développer l'engouement au sport dans la population.

### Langue locale
Fumay appartient au domaine wallon de France. Le linguiste Charles Bruneau note que le parler de cette localité se rapproche du wallon occidental et notamment du wallon de Couvin.

### Spécialités
- le boudin blanc à l'oignon de Charles Snoeck.
- les grives, attirées par des baies de sorbier, capturées au lacet au moment de la migration (fin octobre). Plumées mais non vidées, simplement cuites dans une cocotte en fonte avec beaucoup de beurre et parfois quelques feuilles de sauge. Les « vrais » Fumaciens ne laissent que le bec et le bréchet… Ce mets, sauvage et succulent, est devenu très rare aujourd'hui (limitation des « tenderies », actions des écologistes, etc.).
- les rosties à l'gâte, tranches de pain tartinées de fromage de chèvre (ou du roquefort) malaxé avec du beurre, puis grillées.
- la salade aux lards, pissenlits et pommes de terre agrémentés de petits lardons frits.
- la tarte au sucre : pâte levée parsemée de sucre (ou de cassonade) et de beurre et cuite au four.
- les ardoises, friandises en formes de petites ardoises à base de nougatine.
- patates à la sauce, pommes de terre cuites à la casserole accompagnées d'un roux brun et d'une tranche de lard.
- le péquet, eau-de-vie traditionnelle des ardoisiers fumaciens confectionnée avec des noyaux de prunes macérés dans l'alcool.

### Personnalités liées à la commune
- Nicolas Antoine Regnard (1770 à Fumay-1842 à Chalon-sur-Saône), homme politique.
- Charles Jacmart (1773-1849), professeur de médecine et recteur magnifique de l'université d'État de Louvain.
- Charles-Hippolyte de Paravey (1787-1871), ingénieur et ethnologue.
- Jean-Jacques Nanquette (1807-1861), évêque du Mans, nommé chevalier de l'ordre de la Légion d'honneur le 13 août 1857.
- Pol Plançon (1851-1914), chanteur d'opéra.
- Victorin Jasset (1862-1913), réalisateur.
- Martin Coupaye (1866-1926), syndicaliste ardoisier.
- Paul Hubert Lepage (1878-1964), peintre français.
- Louis Lorent (né à Fumay en 1882), inventeur de la clef à cliquet[45].
- Le docteur Georges Bourgeois (1883-1965[46]), il fit partie de la commission médicale chargée d'expertiser les enfants objets des apparitions de la Vierge à Beauraing, en Belgique dans les années 1920. C'est aussi un historien local.
- Suzanne Toussaint (1903-1986), peintre et poète[47].
- Yvan Laffineur (né à Fumay en 1904), challenger au championnat du monde de boxe en 1930 contre Marcel Thil[48].
- Robert Richoux (1914-1983), député de Meurthe-et-Moselle de 1968 à 1973.
- Agnès Nanquette (1923-1976), écrivain ("J'irai aimer ailleurs") et peintre, elle fut l'une des épouses de Bernard Buffet[49].
- Jacques Stamm (1939-), joueur professionnel de football à Sedan, Grenoble et Quevilly. International.
- Hervé Carn (né à Fumay en 1949), poète et écrivain d'origine bretonne, auteur (entre autres) d'une carte postale littéraire intitulée "Tableaux fumaciens".

### Héraldique
| Armes de Fumay | Les armes de Fumay se blasonnent ainsi : D’azur aux trois têtes de loup au naturel, celles du chef affrontées. |

### Cinéma
Les films qui font apercevoir la gare de Fumay et les quais de la Meuse sont : Les Patates comédie dramatique réalisée par Claude Autant-Lara en 1969 et Le Train film franco-italien réalisé par Pierre Granier-Deferre, sorti en 1973.

## Pour aller plus loin